# 루이지 데 로시

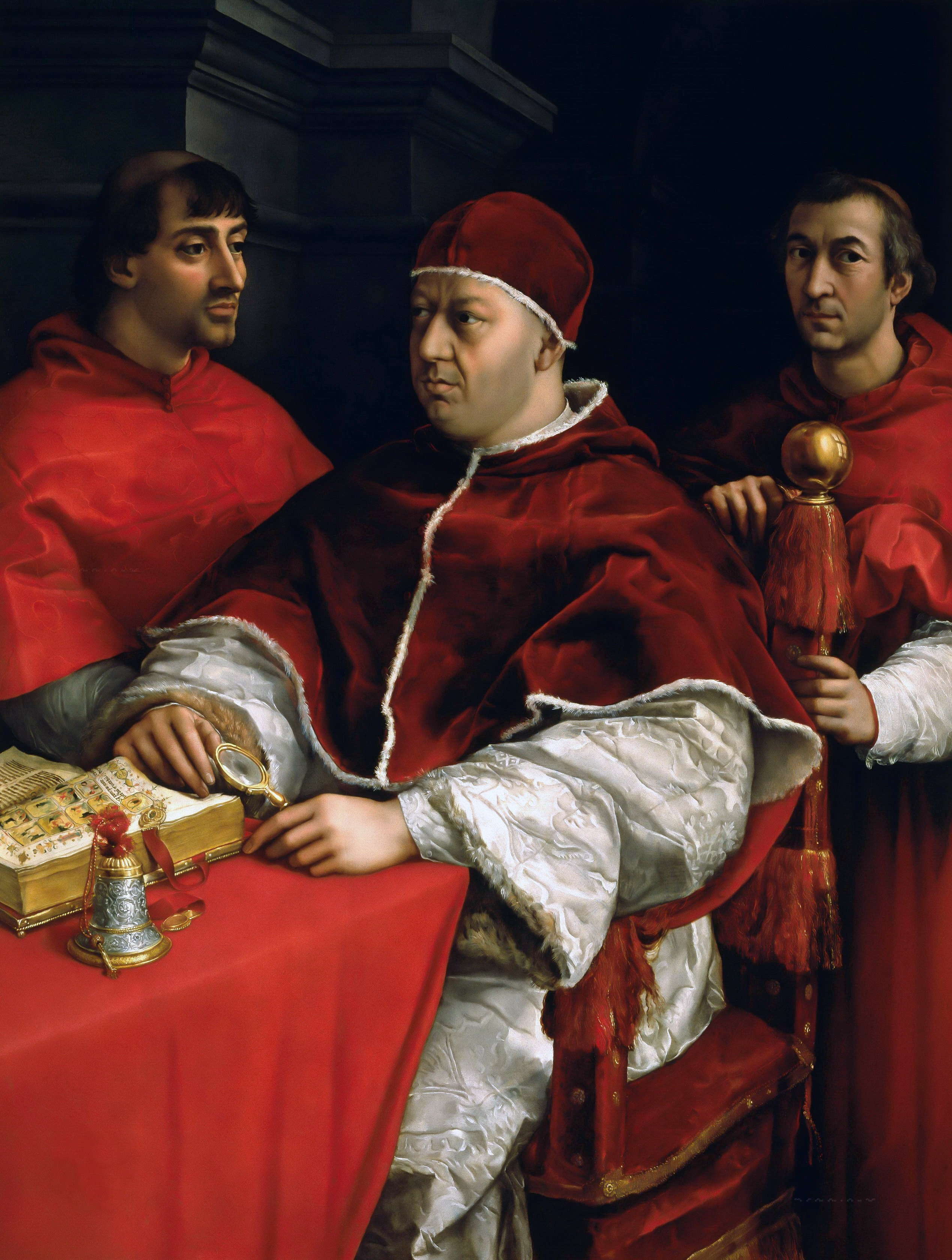
줄리오 데 메디치, 루이지 데 로시등의 추기경들과 함께 있는 라파엘로의 교황 레오 10세의 초상 (우피치 미술관 소장).

루이지 데 로시(Luigi de' Rossi, 1474년–1519년)는 이탈리아 출신의 천주교 추기경이다.

## 생애
루이지 데 로시는 1474년 8월 6일 피렌체에서 레오네토 데 로시 (Leonetto de' Rossi)와 메디치 가 출신인 마리아 데 메디치 (Maria de' Medici)의 아들로 태어났다. 그는 그의 어머니쪽을 통해서 장차 교황 레오 10세가 되는 조반니 데 메디치의 사촌이였다. 그와 그의 사촌은 함께 교육을 받았다.
그는 이른 나이에, 교황청 서기장이 되었다.
교황 레오 10세는 1517년 7월 1일에 열린 추기경회의 사제 추기경으로 임명했다. 그는 1517년 7월 6일에 붉은 모자와 산 클레멘테 알 라테라노 성당의 티툴루스를 수여받았다.
그는 1519년 8월 20일 로마에서 사망했다. 그는 처음에는 성 베드로 대성당에 묻혔으나; 그의 유해는 이후 피렌체의 산타 펠리치타 교회로 옮겨졌다.